# 成都時代出版社
成都時代出版社，舊名為蜀蓉棋艺出版社，是中國一家以出版圍棋、中國象棋、國際象棋、橋牌等棋牌相關書籍聞名的出版社。

## 歷史
蜀蓉棋艺出版社於1985年6月8日成立，其前身為成都棋苑编辑部，主要出版围棋、象棋、国际象棋和桥牌等棋牌读物。建社初期只有13人，逐步形成一支由棋牌名家为骨幹的编职队伍，由围棋史研究专家刘善承任首任社长，白小川任编辑部主任，丁开明、廖渝生、洪艳任专职围棋编辑。后，编辑又从加入杜维新、江鸣久作圍棋編輯。国际象棋編輯則有肖冠军、橋牌编辑有李石林、中國象棋編輯有程明松等人。
从二十世纪80年代开始长期编撰《中国围棋年鉴》至今。1992年以前，出版的围棋图书大多为翻译自日本书籍。刘善承以李原的笔名担任翻译。90年代，因受版权所限，于是出版社邀请组织陈祖德、王汝南、聂卫平、马晓春、宋雪林等国内棋手创作围棋图书。
出版書籍曾获“全国优秀图书奖”、“全国优秀图书畅销奖”、“金钥匙奖”、“新星杯奖”、“全国优秀象棋图书一等奖”等奖项。
2001年8月改名為成都时代出版社，擴展棋牌以外的書籍市場。

## 外部連結
- 成都时代出版社 （页面存档备份，存于）